# Associação Paranaense de Educação Esportiva e Social 2020-2021
Questa voce raccoglie le informazioni riguardanti l'Associação Paranaense de Educação Esportiva e Social nella stagione 2020-2021.

## Stagione
L'Associação Paranaense de Educação Esportiva e Social disputa la stagione 2020-21 col nome sponsorizzato Curitiba Vôlei.
Partecipa per la terza annata consecutiva alla Superliga Série A, classificandosi settimo in regular season e partecipando ai play-off scudetto, dove viene eliminato ai quarti di finale dall'Osasco, confermando il settimo posto anche nella classifica finale.
I due club si scontrano anche nei quarti di finale di Coppa del Brasile, dove ad avere la meglio sono nuovamente le pauliste; anche in questo caso il club termina il torneo in settima posizione.

## Organigramma societario
Area direttiva
- Presidente: Gisele Miró

Area tecnica
- Allenatore: Pedro Castelli
- Secondo allenatore: Tatiana Ribas

## Rosa
| N° | Nome              | Ruolo | Data di nascita  | Nazionalità sportiva |
| -- | ----------------- | ----- | ---------------- | -------------------- |
| 2  | Bruna Costa       | P     | 31 gennaio 1995  | Brasile              |
| 4  | Mariana de Aquino | C     | 2 maggio 1991    | Brasile              |
| 5  | Pietra Jukoski    | S     | 4 maggio 1998    | Brasile              |
| 6  | Milena Miranda    | S     | 13 giugno 2000   | Brasile              |
| 7  | Lays de Freitas   | C     | 13 ottobre 1995  | Brasile              |
| 8  | Valeska Menezes   | C     | 23 aprile 1976   | Brasile              |
| 9  | Izadora Stedile   | L     | 10 marzo 2004    | Brasile              |
| 10 | Wélissa Gonzaga   | S     | 9 settembre 1982 | Brasile              |
| 11 | Ivna Marra        | O     | 25 gennaio 1990  | Brasile              |
| 12 | Bárbara Alcântara | P     | 23 dicembre 1989 | Brasile              |
| 13 | Júlia Fahel       | P     | 10 aprile 2000   | Brasile              |
| 14 | Juliana Perdigão  | L     | 5 aprile 1991    | Brasile              |
| 15 | Julia Lawrenz     | O     | 1º luglio 2003   | Brasile              |
| 16 | Daniela Cechetto  | O     | 30 dicembre 2000 | Brasile              |

## Statistiche

### Statistiche di squadra
| Competizione      | Punti | In casa | In casa | In casa | In trasferta | In trasferta | In trasferta | Totale | Totale | Totale |
| Competizione      | Punti | G       | V       | P       | G            | V            | P            | G      | V      | P      |
| ----------------- | ----- | ------- | ------- | ------- | ------------ | ------------ | ------------ | ------ | ------ | ------ |
| Superliga Série A | 28    | 12      | 5       | 7       | 12           | 4            | 8            | 24     | 9      | 15     |
| Coppa del Brasile | -     | 0       | 0       | 0       | 1            | 0            | 1            | 1      | 0      | 1      |
| Totale            | -     | 12      | 5       | 7       | 13           | 4            | 9            | 25     | 9      | 16     |

### Statistiche dei giocatori
| Giocatrice    | Superliga Série A | Superliga Série A | Superliga Série A | Superliga Série A | Superliga Série A |
| Giocatrice    | P                 | PT                | AV                | MV                | BV                |
| ------------- | ----------------- | ----------------- | ----------------- | ----------------- | ----------------- |
| B. Alcântara  | 1                 | 0                 | 0                 | 0                 | 0                 |
| D. Cechetto   | 13                | 30                | 27                | 2                 | 1                 |
| B. Costa      | 24                | 67                | 24                | 27                | 16                |
| M. de Aquino  | 14                | 49                | 36                | 10                | 3                 |
| L. de Freitas | 24                | 253               | 188               | 48                | 17                |
| J. Fahel      | 8                 | 0                 | 0                 | 0                 | 0                 |
| W. Gonzaga    | 17                | 53                | 49                | 4                 | 0                 |
| P. Jukoski    | 23                | 241               | 198               | 27                | 16                |
| J. Lawrenz    | 2                 | 0                 | 0                 | 0                 | 0                 |
| I. Marra      | 23                | 374               | 332               | 35                | 7                 |
| V. Menezes    | 13                | 92                | 65                | 25                | 2                 |
| M. Miranda    | 21                | 266               | 233               | 18                | 15                |
| J. Perdigão   | 23                | 2                 | 2                 | 0                 | 0                 |
| I. Stedile    | 10                | 0                 | 0                 | 0                 | 0                 |

P = presenze; PT = punti totali; AV = attacchi vincenti; MV = muri vincenti; BV = battute vincenti

NB: Non sono disponibili i dati relativi alla Coppa del Brasile e, di conseguenza, quelli totali.